# 氣旋阿耆尼
強烈氣旋風暴阿耆尼（英語：Severe Cyclonic Storm Agni）是2004年北印度洋氣旋季的一個熱帶氣旋，因其創下與赤道最接近的距離而著稱。這是繼今年較早時的奧尼爾之後，第二個獲得名稱的北印度洋氣旋。阿耆尼在11月28日於印度西南方較遠的阿拉伯海形成，並在向西北方移動時穩步增強。聯合颱風警報中心（JTWC）估計其1分鐘最大持续风速為每小時120公里，而印度气象局（IMD）則估計其3分鐘最大持續風速為每小時100公里；印度氣象局是北印度洋的官方預警中心。在達到最高強度後，風暴由於風切變、乾空氣和較冷的海水而減弱，聯合颱風警報中心於12月3日在它靠近索马里沿岸時發布最後公告。

## 氣象歷史
11月19日，在斯里蘭卡可倫坡東南約800公里處的孟加拉灣觀測到一熱帶擾動。該擾動向西移動，組織逐漸改善並促使聯合颱風警報中心在11月22日發布熱帶氣旋形成警報（TCFA）。在經過斯里蘭卡以南部，它的結構變得混亂，不再被認為有可能發展成熱帶氣旋。與該系統相關的環流繼續向西移，在11月26日於阿拉伯海重新發展。儘管異常地接近赤道，但擾動仍能維持對流或雷暴，並圍繞一弱低層環流組織起來。由於风切变較弱加上高空出現分流，聯合颱風警報中心表示該系統有中等的發展機會。
在系統組織的過程中，其中心穿過赤道到達南緯0.5度左右，從而成為南半球的反气旋環流。這是不尋常的，因為沿着赤道不存在科里奥利力——科里奧利力是指行星渦度，它提供了氣旋風中的自我旋轉。聯合颱風警報中心後來評估該系統仍留在北半球，其中心途經的最南端位於北緯0.7度，或距離赤道約80公里。在環流進一步組織並能包裹對流在內後，聯合颱風警報中心在11月28日凌晨3時發布另一個熱帶氣旋形成警報。三小時後，該機構將位於印度最南端西南約1300公里處的系統歸類為第五號熱帶氣旋。在季後分析中，熱帶氣旋形成警報估計氣旋在六小時前就已成為熱帶風暴。大約在同一時間，印度氣象局將其歸類為“低氣壓區......結構可能會有所改善”。
在被升格以後，該熱帶氣旋受到一個位於印度的高壓脊引導向西北方向移動。其向南及向北的幅散更趨清晰，縱使向南的幅散因接近赤道而受到風切變所限制。11月29日較早時間，印度氣象局把系統升格為一低氣壓，並在一天內迅速增強為一氣旋風暴。同在該段時間，聯合颱風警報中心估計該氣旋的最高一強度達到每小時120公里（1分鐘平均），最高陣風為每小時150公里。同日較後時間，氣旋稍有減弱，翌日（11月30日）重新增強至它的最高強度，並發展出風眼結構，當時它正位於索馬里海岸之東南約1500公里。在11月30日中午12時，印度氣象局為它發出第一次完整報告，並命名為強烈氣旋風暴阿耆尼。印度氣象局估計阿耆尼的顛峰強度會達到每小時100公里（3分鐘平均），並預料該風暴在減弱前會繼續向西北移動並逐漸增強。它在顛峰時期的最低氣壓為994毫巴。

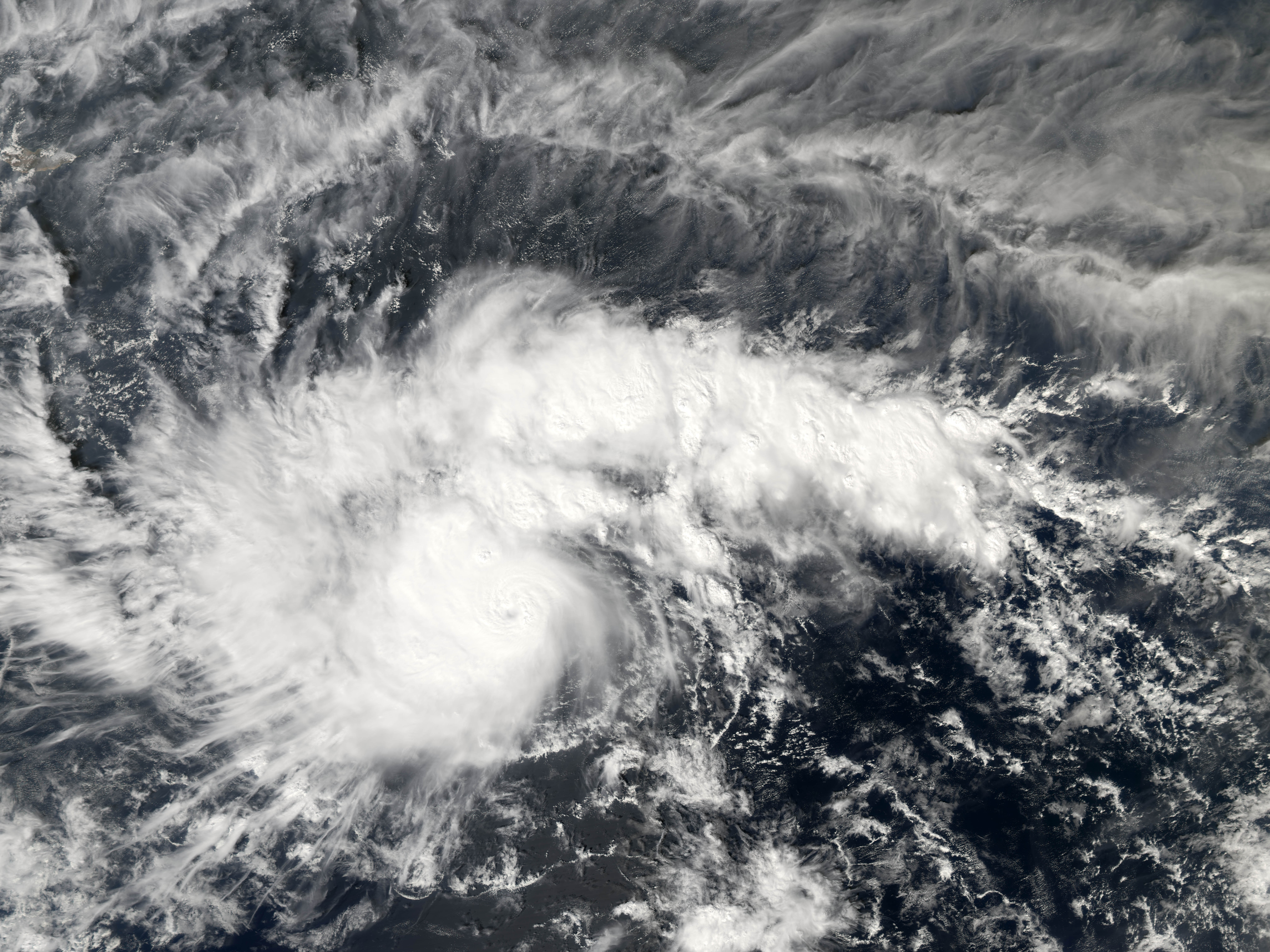
接近最高強度的氣旋阿耆尼

阿耆尼到達其最高強度後，因附近垂直風切變增加，以致它的風眼受破壞並被填塞，對流亦因此而明顯地減少。12月1日，因中心從對流中暴露及受破壞，印度氣象局估計阿耆尼已減弱為氣旋風暴。受風切變、乾燥空氣的出現、以及較涼水溫的共同影響，它繼續穩定地減弱。12月2日，印度氣象局將它降格為低氣壓，並為它發出最後報告。它登陸索馬里海岸後，受到一個在沙特阿拉伯形成的高壓脊影響，轉而向西移動。儘管它遇到不適宜的環境，雷暴卻短暫地重新形成，讓風暴維持其強度。12月3日較後時間，阿耆尼減弱為一熱帶低氣壓，聯合颱風警報中心為它發出最後報告，當時它正位於索馬里瓜達富伊角（非洲之角最東點）之東南偏南約450公里。12月4日早上，該系統內仍有小量對流活動，但對流範圍已難於確認。之後它轉向西南方，後再轉向南在索馬里東部陸地移動。最後於12月5日在索馬里索馬里西南國巴拉韋對開海面上消散。

## 紀錄、命名及影響
雖然印度氣象局在阿耆尼位於北緯6.0度前尚未開始為它發出報告，但聯合颱風警報中心早已評估它於北緯0.7度，距離赤道僅70公里生成。成為有紀錄以來全球最接近赤道形成的熱帶氣旋，打破了2001年熱帶風暴畫眉的北緯1.5度紀錄。惟由于联合台风警报中心并非该区域专责气象中心，该记录不被承认。
由於阿耆尼趨向索馬里時已減弱為熱帶低氣壓，而且阿耆尼是在接近消散的時候才在索馬里巴納迪爾州摩加迪沙一帶短暫掠過，其後更重新出海。所帶來的破壞相對輕微，在當地未有傷亡或重大損毀的報告。

## 外部連結
- （英文）Genesis of tropical cyclone Agni: Physical Mechanisms（熱帶氣旋阿耆尼的誕生：自然的機制）（已存档），Amit Kesarkar, Sudipta Banerjee, J Venkata Ratnam，印度浦那大學
- （中文）香港熱帶氣旋追擊站：熱帶氣旋之最 （页面存档备份，存于）